# Linn Valley, Kansas
Linn Valley là một thành phố thuộc quận Linn, tiểu bang Kansas, Hoa Kỳ. Năm 2010, dân số của xã này là 804 người.

## Dân số
Dân số các năm:
- Năm 2000: 562 người
- Năm 2010: 804 người